# Jána (buddhizmus)
A jána  (szanszkrit és páli: „jármű”) a spirituális gyakorlás egy módja vagy módszere a buddhizmusban, illetve a különböző buddhista iskolák elnevezése a gyakorlat fajtája szerint.
A buddhizmusban és a hinduizmusban a jána és a márga (ösvény) a spirituális gyakorlás, mint utazás metaforája. Mindkét vallás ősi szövegei különböző jánák gyakorlatait vitatják meg. A buddhizmusban a jána a spirituális ösvény metaforáját megtoldják a választható módszer kiválasztásának lehetőségével. A spirituális utazás eredete védikus eredetű. Találni rá utalást már a Rigvédában is, amely i. e. 1500 környékén keletkezett. Az ebben lévő tizedik mandala többször is említi a dévajána kifejezést (fordítása hozzávetőlegesen: az istenek ösvénye), illetve a pitrjána, atyák ösvénye kifejezést. A páli kánonban a jána a tíz ajánlott felajánlás (dána) egyike, amelyet egy világi személy tehet egy szerzetes vagy egy remete felé (lásd például: DN 7.33/PTS: A iv 59 and DN 10.177/PTS: A v 269).

## Jánák

### A két jána
Hagyományosan a két jármű a mahájána buddhizmusban a srávakajána és a pratjékabuddhajána. Ezek segítségével a háromféle buddhaság állapota közül kettő érhető el. A mahájána buddhisták a harmadik fajta típusra tesznek fogadalmat, amely a bodhiszattva fogadalom. Egyes mahájána szövegek a két jána összességét nevezik hínajánának. Egyes szövegekben a „két jármű” a mahájána és a hínajána.

### A három jána
A háromfajta buddha alapján három járművet is meg szoktak különböztetni:
- Srávakajána: az arhat járműve, aki a megvilágosodást egy szamjakszambuddha tanításán keresztül éri el.
- Pratjékabuddhajána: a pratjékabuddha eléri a megvilágosodást, nem tanít azonban másokat. A pratjékabuddha nem függ semmilyen tanítótól és egy tanító buddha nélkül is képes elérni a teljes megvilágosodást.
- Bodhiszattvajána: a bodhiszattva a megvilágosodás előtt és után is minél több érző lény megvilágosodását kívánja elősegíteni. Az a bodhiszattva, aki elérte ez a célt, a szamjakszambuddha. A szamjakszambuddha képes felállítani a tanításokat és tanítványokat segíteni hozzá a megszabaduláshoz.

Egy másik fajta osztályozás jött létre a vadzsrajána megjelenésével, amely saját módszerét tekinti a legmagasabb rendűnek.
- Hínajána
- Mahájána
- Vadzsrajána

### A négy jána
A mahájána buddhisták olykor négy jánát különböztetnek meg:
- Srávakajána
- Pratjékabuddhajána
- Mahájána
- Vadzsrajána

### Az öt jána
Ez a kelet-ázsiai buddhizmusban található mahájána lista:
- Purusajána - az emberi jármű, a spirituális út legeleje
- Dévajána - az erkölcs és a meditáció gyakorlata
- Srávakajána - a lemondás és a négy nemes igazság gyakorlata
- Pratjékabuddhajána - a függő keletkezéssel (pratitja-szamutpáda) kapcsolatos gyakorlatok
- Bódhiszattvajána - a hat tökéletesség gyakorlata

### A hat jána
Az öt jána kiegészítve a vadzsrajánával. Ez a japán singon buddhizmus sajátossága. Ez Kúkai találta ki azért, hogy megkülönböztesse a 9. században Kínából hozott vadzsrajána tanításokat.

### A kilenc jána
A tibeti buddhizmus nyingma iskolájában kilenc jána van, amely az első három jána kiegészítve hat tantra osztállyal.
- Hínajána
  - 1. Srávakajána
  - 2. Pratjékabuddhajána
- Mahájána - azon belül:
  - 3. Bódhiszattvajána
  - Vadzsrajána - azon belül:
    - külső tantrák
      - 4. Krijatantra
      - 5. Upatantra (tibeti: szpjod rgyud) és Ubhajatantra
      - 6. Jógatantra

    - belső tantrák
      - 7. Mahájóga
      - 8. Anujóga
      - 9. Atijóga (vagy Dzogcsen)

A nyingma iskola feje, a dudzsom rinpocse kihangsúlyozza, hogy a nyolc alsóbb jármű intellektuális termék, tehát csak kitalált:

### A tizenkét jána
A mahájána és a vadzsrajána forrásokban található felsorolás:
1. Srávakajána
2. Pratjékabuddhajána
3. Bódhiszattvajána
4. Krijajóga
5. Csarjajóga (vagy Upajóga)
6. Jógatantra
7. Mahájóga
8. Anujóga
9. Atijóga
10. Szemde
11. Longde
12. Mengagde